# Nyctemera insularis
Nyctemera insularis är en fjärilsart som beskrevs av Paul Mabille 1879. Nyctemera insularis ingår i släktet Nyctemera och familjen björnspinnare. Inga underarter finns listade i Catalogue of Life.